# 2324 Janice
Janice (asteróide 2324) é um asteróide da cintura principal, a 2,5550896 UA. Possui uma excentricidade de 0,1735963 e um período orbital de 1 985,71 dias (5,44 anos).
Janice tem uma velocidade orbital média de 16,93892284 km/s e uma inclinação de 0,40337º.
Esse asteróide foi descoberto em 7 de Novembro de 1978 por Eleanor Helin, Schelte J. Bus.